# 녹을 먹는 비스코

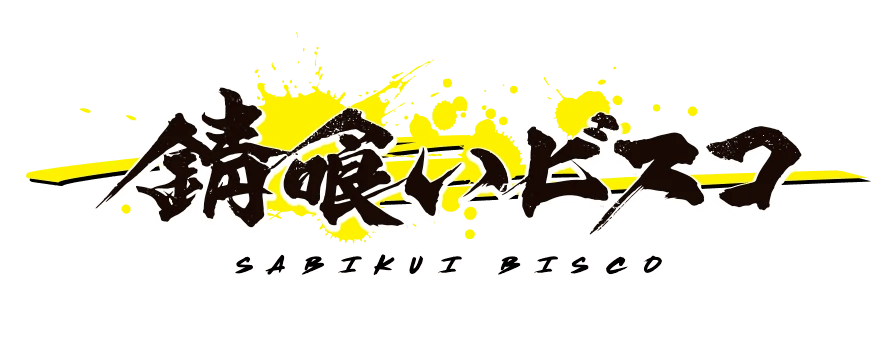

《녹을 먹는 비스코》(일본어: 錆喰いビスコ)는 코부쿠보 신지가 짓고, mocha와 아카기시K가 삽화를 그린 일본의 소설이다. 낱권책은 전격 문고(KADOKAWA 아스키 미디어 워크스)에서 전 10권으로 나왔다. 각색 만화는 스퀘어 에닉스에서 1기는 전 4권 21화로,  2기는 전 3권 12화로 발간했다. 대한민국에서는 소설판은 디앤씨미디어에서, 만화판은 학산문화사에서 출간하고 있다.
2019년판 『이 라이트 노벨이 대단하다!』에서 종합과 신작에서 1위에 올랐으며, 『이라노』로서는 첫 쾌거를 달성하고 있다.
텔레비전 애니메이션은 OZ에서 만들어 1기가 2022년 1월 11일부터 3월 29일까지 도쿄 MX 등에서 방영했다.

## 줄거리
미래의 일본은 방위 병기의 폭주로 문명이 무너져 황야나 사막이 펼쳐진다. 모든 것을 녹슬어 버리는 "녹슨 바람"이 맹위를 떨치고 있어 인류도 그 바람으로 점점 녹슬어 간다, 이윽고 목숨을 잃는 녹슨 바람에 시달리고 있었다. 녹슨 바람의 원인은 버섯 포자로 지목돼 버섯 취급에 능한 일족 버섯 지키기는 박해를 받고 있었다. 버섯이 낫지는 않아도 녹슬지 않도록 하는 효과가 있었다.
세간의 풍문을 신경쓰지 않고, 녹 대책으로 각지에서 버섯을 기르는 버섯 지킴이의 소년 아카보시 비스코는, 그 때문에 소동을 일으켜, 통칭 "인식용"으로서 현상금을 걸기에까지 이르러 버렸다.그런 비스코의 목적은 버섯 지킴이에 전해지는 영약 버섯 "녹물림"을 찾아내는 것이었다.

## 등장인물
- 아카보시 비스코(일본어: 赤星 ビスコ)(성우: 스즈키 료타)
- 네코야나기 미로(일본어: 猫柳 ミロ)(성우: 하나에 나츠키)
- 네코야나기 파우(일본어: 猫柳 パウー)(미로의 누나)(성우: 콘도 레이나)
- 자비(일본어: ジャビ)(성우: 사이토 시로)
- 쿠로카와(일본어: 黒革)(성우: 츠다 켄지로)
- 오오차가마 티롤(일본어: 大茶釜 チロル)(성우: 토미타 미유)
- 아쿠타가와(일본어: アクタガワ): 자비와 비스코가 탈것 대신 타는 게. 이름은 일본에서 이름난 어떤 작가의 성(姓)에서 따왔다.